# 대외안보총국
대외안보총국(對外安保總局, 프랑스어: Direction générale de la Sécurité extérieure, DGSE)의 프랑스의 정보 부처 중 하나로 1947년에 출범한 프랑스 총리 직속 기관이었던 정보 기관인 대외정보방첩국(SDECE)에서 비롯되었다.
1982년 4월 프랑스 사회당 정부의 개혁으로 대외정보방첩국이 대외안보총국으로 개편되어 현재에 이른다.

## 주 임무
프랑스 국내외 첩보, 정보 및 파괴활동과 관련된 모든 정보를 종합분석 하며 요인을 경호하는 데 특화된 능력을 보인다.
또한 암살. 사보타주(파괴공작)등의 작전도 진행하며 본래 국내작전은 프랑스 국토감시국(DST)소관이지만 프랑스에 유해가 된다고 판단되거나 테러의 위협이 감지되면 방첩, 대테러 등 국내작전도 진행한다고 알려져있다.

## 활동 사례
1960년대 샤를 드골 집권시기. (SDECE 시기)
프랑스 극우 육군 비밀단체 OAS가 드골을 암살하기 위해 전문 킬러인 암호명 '자칼'을 고용해 드골에게 접근시킨다.
정보를 얻은 안보총국(당시 첩보국)은 몇 차례나 계속되는 자칼의 암살계획을 저지하며 행적을 끝까지 추적하여 드골이 탄 차량을 향한 총이 발사되기 직전에 그를 사살한 것으로 유명하다.
또한 당시 프랑스 내부에 깊게 잠식해있던 대규모의 소련 간첩조직을 찾아내었다.
1985년. 프랑스는 핵실험을 하기 위해 프랑스령 폴리네시아의 무루로아 환초에서 준비하고 있었다.
당시 핵실험을 반대하던 국제 환경보호 단체 그린피스가 핵실험을 막으려 폴리네시아 무루로아 환초로 출항하기 위해 '레인보 워리어 호'를 7월 10일 뉴질랜드 오클랜드 항에 정박했다.
레인보우 호는 당일 자정에 폭파 침몰 되었고 그곳에 타고있던 사진작가가 탈출하지 못하고 익사했다.
이후 이 사건이 프랑스 DGSE의 사보타주 행위 였음이 알려지자 그린피스와 동맹관계였던 프랑스 미테랑 정부는 위기를 수습하기 위해 레인보우 워리어 사보타주에 참여한 2명을 국제 재판소에 보내게 되고 재판소에서는 징역 10년 형을 선고한다. 이에 프랑스 정부는 그린피스와의 물밑 교섭을 시도해 복역 1년 만에 프랑스령 산호섬에 위치한 군사시설로 이감되고 이후 2년 만에 프랑스로 돌아갔다.
DGSE의 레인보우 워리어 사보타주 사건은 프랑스 정보국의 악명이 널리 알려지도록 한 유명한 사건으로 기록되었다.

## 같이 보기
- 위베르 특공대

## 참고 문헌
- 박영일 저, [강대국의 정보기구], 1994 서울, 현대문예사
- 부산일보, '레인보우 워리어 호 폭파 사건': http://news20.busan.com/controller/newsController.jsp?newsId=20120709000154
- 2012.12 DGSE 조직령 개정 http://www.defense.gouv.fr/dgse/tout-le-site/direction-generale